# کارستن کلر
کارستن کلر (آلمانی: Carsten Keller؛ زادهٔ ۸ سپتامبر ۱۹۳۹) بازیکن هاکی روی چمن اهل آلمان بود.
از افتخارات وی میتوان به کسب مدال طلا در بازی‌های المپیک تابستانی ۱۹۷۲ اشاره کرد.